# 中京学院大学短期大学部
中京学院大学短期大学部（ちゅうきょうがくいんだいがくたんきだいがくぶ、英語: Chukyo Gakuin University Junior College）は、岐阜県瑞浪市土岐町2216に本部を置く日本の私立大学。1966年創立、1966年大学設置。大学の略称は中短。中京大学の前身校である旧中京短期大学は別の学校法人（学校法人梅村学園）に拠るもので、直接の関係はない。

## 概観

### 大学全体
中京学院大学短期大学部は、岐阜県瑞浪市内にある日本の私立短期大学。1966年、学校法人安達学園により設置。最大3学科（2学科と1学科2専攻）を擁したが、現在、本科2学科からなっている。
2010年4月より併設の中京学院大学と統合され中京学院大学中京短期大学部へと名称変更。同時に現キャンパスは中京学院大学瑞浪キャンパスとなり、同敷地内に4年制看護学部を新設。
2017年4月より中京学院大学短期大学部へと名称変更。
2020年4月より設置者が学校法人安達学園から学校法人中京学院となる

### 建学の精神（校訓・理念・学是）
建学の精神は「学術とスポーツの真剣味の殿堂たれ」。

### 教育および研究
健康栄養学科、保育科を設置。

### 学風および特色
元来、女子対象であったが、現在は男女共学。
中京学院大学の看護学部とキャンパスを共有。
全国初の調理師養成課程が設置された。ただし、2011年3月末日をもって廃止。
学校法人石井学園・城南高等専修学校製菓科通信課程スクーリング校として認可されており、健康栄養学科生は栄養士免許ほか製菓衛生師の受験資格も得られるシステムを導入。なお、現在は、健康栄養学科のみならず保育科の学生も製菓衛生師国家試験受験資格が得られるようになった。

## 沿革
- 1966年 - 中京短期大学（岐阜県）開学。
  - 家政科 - 在学者数は女子80[1][2]。
  - 保育科 - 在学者数は女子37[2]。
- 1967年 - 栄養士養成施設として認可。
- 1970年 - 別科調理専修設置、調理師養成施設として指定。
- 1978年 - 別科調理専修を男女共学。
- 1986年 - 男女共学の経営学科新設：在学者数は130（うち女子56）[1][3]。
- 1987年 - 全学科、男子学生の入学が許可される（保育科：男10、女314 家政科：男4、女392[1][4]）。
- 1989年 - 家政科を生活学科に変更。同時に家政専攻を生活文化専攻に変更。
- 1994年 - 5月30日をもって経営学科を正式に廃止する[5]。
- 2008年 - 3月31日をもって生活学科生活文化専攻を正式に廃止する[5]。
- 2008年4月1日 - 生活学科食物栄養専攻を健康栄養学科に改称。
- 2010年4月 - 中京学院大学中京短期大学部に改称。
- 2011年3月 - 別科調理専修廃止。
- 2017年4月 - 中京学院大学短期大学部へと名称変更。
- 2020年4月 - 設置者が学校法人安達学園から学校法人中京学院となる。

## 基礎データ

### 所在地
- 岐阜県瑞浪市土岐町2216

## 教育および研究

### 組織

#### 学科
- 保育科
- 健康栄養学科

#### 学科の変遷
- 家政科→生活学科
  - 家政専攻→生活文化専攻[注 2]
  - 食物栄養専攻→健康栄養学科
- 経営学科[注 3][6]。

#### 専攻科
- なし

#### 別科
- 調理専修[注 4]

### 取得資格について
資格
- 保育士：保育科
- 栄養士：健康栄養学科
- 調理師：かつてあった別科調理専修で取得できた。

受験資格
- 製菓衛生師：健康栄養学科、保育科の学生を対象に取得できる。かつてあった別科調理専修の学生も通信教育課程を受講することで取得できた。

教職課程
- 幼稚園教諭二種免許状：保育科
- 中学校教諭二種免許状：健康栄養学科[注 6]
- 栄養教諭二種免許状：健康栄養学科

### 教育
- 社会人の学び直しニーズ対応教育推進プログラム
  - 「介護福祉施設の栄養職員を対象とした食の再教育」において2007度に選定されている。

## 学生生活

### 学園祭
「中短祭」と呼ばれ毎年、概ね11月上旬開催。

## 大学関係者と組織

### 大学関係者組織
同窓会は安達学園同窓会組織に含まれる。

## 施設

### 瑞浪キャンパス
使用学科
保育科・健康栄養学科
使用専攻科
なし
使用附属施設
なし
交通アクセス
JR中央本線 瑞浪駅よりスクールバスが運行されている。
設備
管理棟・研究棟・南館・学生食堂・調理実習室・集団給食施設・図書館・コンピューター室・体育館などがある。
キャンパス
中央に短大併設こども園（旧短大付属幼稚園）がある。
短大周辺の草花
敷地内には多種類の桜の木がある。
駐車場
学生用駐車場完備（駐車場利用は許可制）。

### 旧・中津川キャンパス
使用学科
経営学科
使用専攻科
なし
使用附属施設
なし
旧キャンパス
現在の中京学院大学となっている。

### 寮
男子寮は、短期大学敷地内に1棟ある。

## 対外関係

### 他大学との協定
- 文京学院大学

### 系列校
学校法人中京学院
- 中京学院大学
- 中京こども園（短大部併設。旧中京幼稚園）

学校法人安達学園（現在は別法人）
- 中京高等学校 (岐阜県)

## 社会との関わり
地域貢献人材育成の入学試験を導入し地域貢献人材の育成に力を入れている。

## 就職について
健康栄養学科
過半数が栄養士職へ就職。
保育科
過半数が保育園へ、その他、知的障害者施設など福祉施設や幼稚園教諭に就職。

## 移転計画
- 中津川キャンパスと瑞浪キャンパスを統合し、2026年3月閉校する多治見市の多治見市立笠原中学校に移転する計画である。校舎は笠原中学校の校舎を改修、及び新築し、2027年4月の移転の予定である[7]。